# Rajnochovice
Rajnochovice är en ort i Tjeckien. Den ligger i regionen Zlín, i den östra delen av landet, 260 km öster om huvudstaden Prag. Rajnochovice ligger 400 meter över havet och antalet invånare är 495.
Terrängen runt Rajnochovice är kuperad åt sydost, men åt nordväst är den platt. Terrängen runt Rajnochovice sluttar norrut. Runt Rajnochovice är det ganska tätbefolkat, med 75 invånare per kvadratkilometer. Närmaste större samhälle är Vsetín, 15,6 km sydost om Rajnochovice. I omgivningarna runt Rajnochovice växer i huvudsak blandskog.